# 7415 Susumuimoto
7415 Susumuimoto este un asteroid din centura principală de asteroizi.

## Descriere
7415 Susumuimoto este un asteroid din centura principală de asteroizi. A fost descoperit pe 14 noiembrie 1990 la Geisei de Tsutomu Seki. El prezintă o orbită caracterizată de o semiaxă mare de 3,19 ua, o excentricitate de 0,16 și o înclinație de 2,6° în raport cu ecliptica.